# Yoan Moncada
Yoan Manuel Moncada Olivares (Abreus, 27 maggio 1995) è un giocatore di baseball cubano di ruolo seconda e terza base per i Chicago White Sox della Major League Baseball (MLB).

## Carriera
Moncada debuttò nella lega di baseball cubana nel 2011-2012. Lasciò Cuba nel giugno 2014 dopo avere ottenuto il permesso dal governo di inseguire una carriera nella Major League Baseball.
Il 23 febbraio 2015, i Boston Red Sox si accordarono con Moncada, firmando un contratto con bonus alla firma di 31,5 milioni di dollari. Debuttò nelle minor league il 18 maggio.
Prima dell'inizio della stagione 2016, MLB.com classificò Moncada come il quinto miglior prospetto nella Major League Baseball.
Il suo debutto nella MLB avvenne il 2 settembre 2016, al Coliseum di Oakland contro gli Oakland Athletics. Nel primo turno in battuta guadagnò una base su ball e poi segnò un punto. Il giorno successivo batté la sua prima valida. Moncada concluse il 2016 con 8 presenze e una media battuta di .211.
Il 6 dicembre 2016, i Red Sox scambiarono Moncada, Michael Kopech, Luis Alexander Basabe e Victor Diaz con i Chicago White Sox per Chris Sale.
Il 19 luglio 2017, i White Sox richiamarono Moncada dalle minor league dopo lo scambio di Todd Frazier con i New York Yankees. Nella prima gara con la nuova maglia guadagnò una base su ball su lancio di Kenta Maeda. Il 26 luglio batté il primo fuoricampo su lancio di Jake Arrieta dei Chicago Cubs. Il 25 agosto fu inserito in lista infortunati per un problema al tallone.